# Schloss Hinnenburg

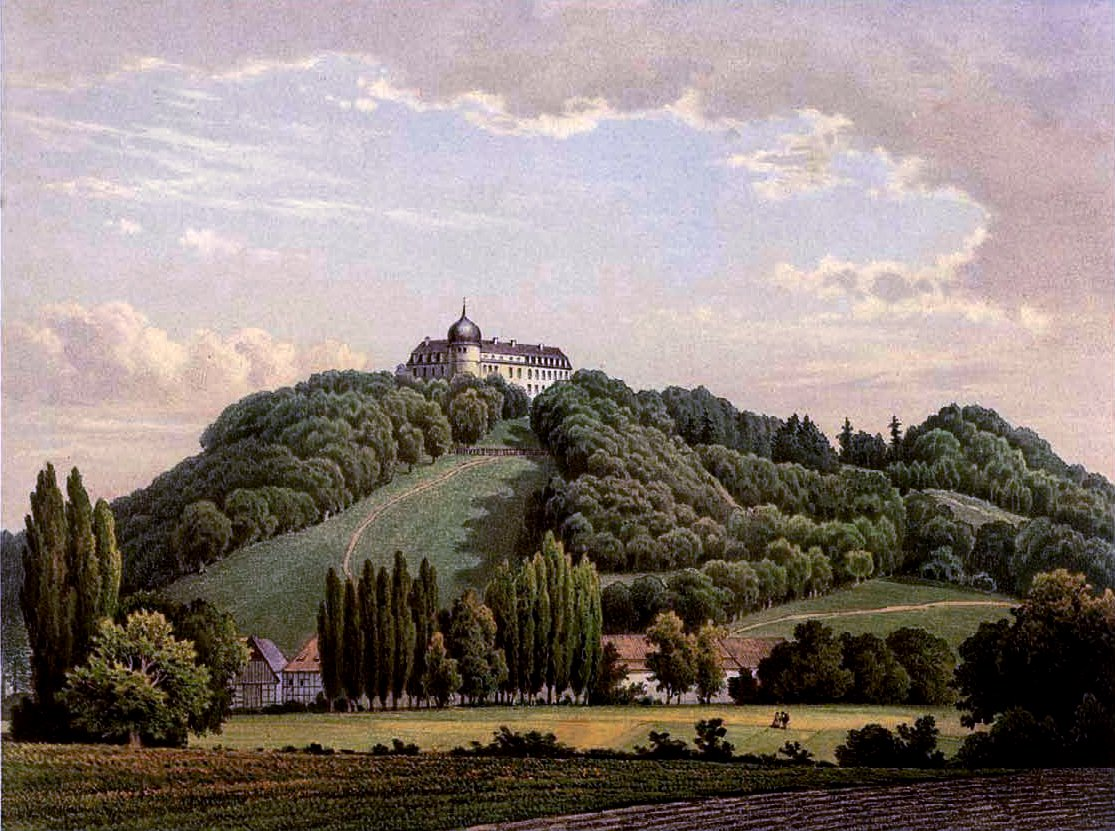
Schloss Hinnenburg um 1860, Sammlung Alexander Duncker

Das heutige Schloss Hinnenburg  befindet sich auf einer 282 m hohen Bergkuppe bei Brakel im Kreis Höxter.

## Burgbeschreibung
Das Schloss ist eine dreiflügelige Anlage mit rundem Bergfried, dem ältesten Teil der Burg an der Südwestecke. Sie wurde um 1600 als dreistöckiger Bau der späten Weserrenaissance errichtet. Später folgten barocke Nebengebäude. Das Schloss hat mehrere Räume mit wertvollen Stuckverzierungen der Rokokozeit. 1658 wurde in der Vorburg eine „byzantinische Kapelle“ in Form eines Oktogons (Achtecks) erbaut. Das Mausoleum als Erweiterung der Kapelle ist Grabstätte der Familie. Eine Besonderheit ist das bedeutende Asseburger Familienarchiv, das jedoch nicht öffentlich zugänglich ist.
Die Vorburg brannte 1910 ab und wurde im historisierenden Stil des Barock wieder aufgebaut. Die früheren Bedienstetengebäude enthalten heute Mietwohnungen. Bei einem weiteren Brand sind 1934 Teile des Schlosses in Mitleidenschaft gezogen worden, darunter der Prunksaal.

## Geschichte

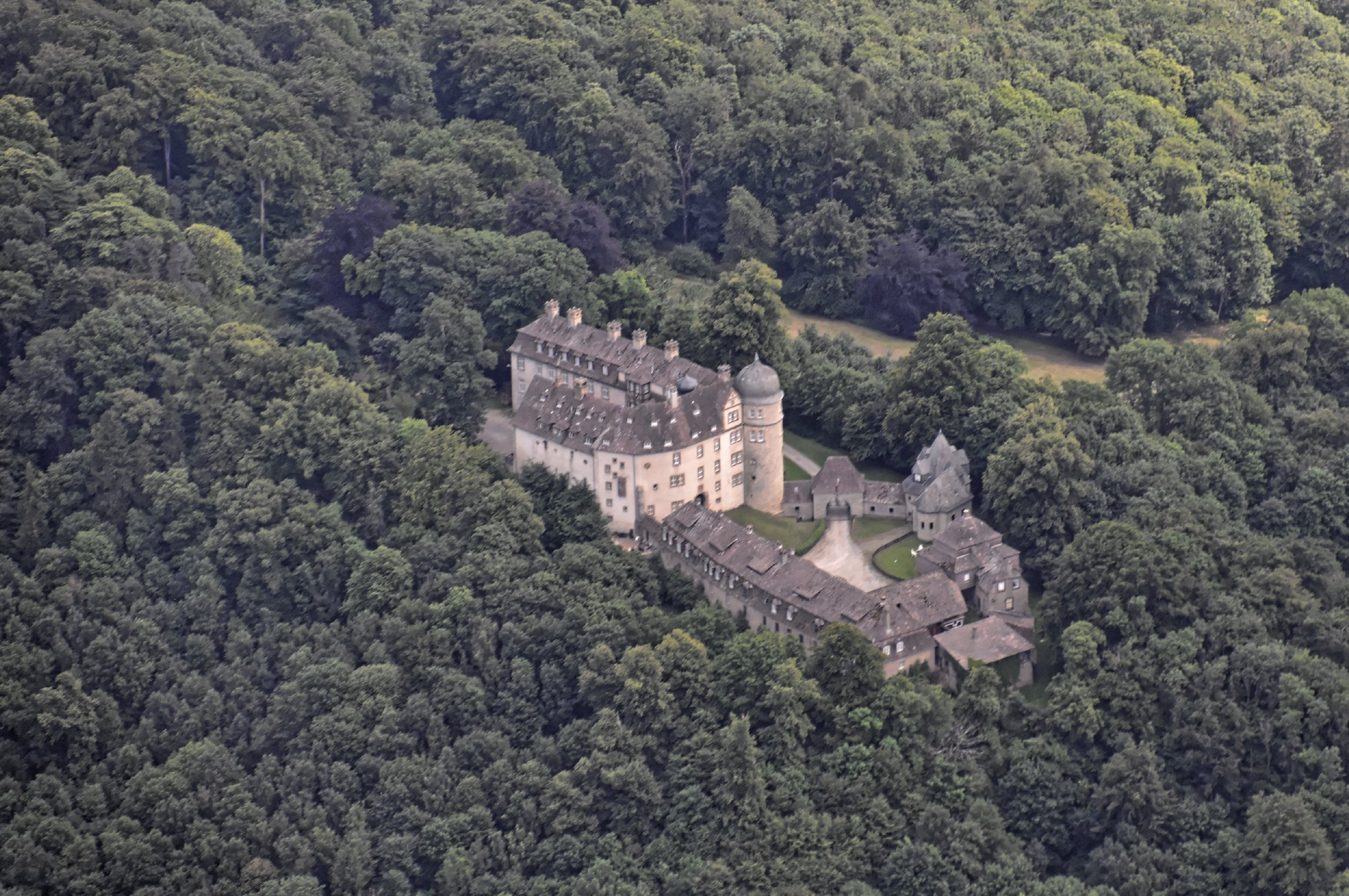
Blick auf die Hinnenburg

Urkundlich erwähnt wurde die Burg erstmals im Jahre 1237. Damals diente sie als Wohnsitz des Ritters Berthold von Brakel. Es war einer der Hauptsitze des Adelsgeschlechts von Brakel, das vor allem im Hochstift Paderborn und im rheinisch-westfälischen Reichskreis über Brakel hinaus Bedeutung erlangte. Der Name ist von „Hintere Burg“ abgeleitet. Eine „Vordere Burg“ lag im Bereich Pahenwinkel.
Die Burg und Anteile des Grundbesitzes gingen Ende des 13. Jahrhunderts durch Erbfolge an das Geschlecht der Asseburger über, von denen es 1793 durch eine Erbtochter an die von Bocholtz gelangte, die sich seit 1803 Grafen von Bocholtz-Asseburg nannten. Nach deren Aussterben 1985 fiel der Besitz an einen Adoptivsohn aus der Linie der Grafen von der Asseburg-Falkenstein-Rothkirch.
Das dreiflügelige Renaissancebauwerk wurde ursprünglich um 1600 errichtet. Etwa im Jahre 1658 wurde es um die Schlosskapelle erweitert. Ein weiterer Ausbau im barocken Stil erfolgte im 18. Jahrhundert unter dem kurkölnische Minister Hermann Werner von der Asseburg.

## Heutige Nutzung
Das Schloss ist im Privatbesitz der Familie von der Asseburg-Falkenstein-Rothkirch und kann nicht besichtigt werden. Lediglich außen um die Burganlage angelegte Wanderwege können öffentlich genutzt werden.

## Besondere Ereignisse
Die Dichterin Annette von Droste-Hülshoff, die über ihre Mutter mit der Familie Asseburg verwandt war, weilte in ihrer Jugend öfters auf der Hinnenburg.
Ein Feuer am 19. Dezember 1910 vernichtete weitgehend die Wirtschaftsgebäude auf der Hinnenburg. Am 6. November 1934 kam es abermals zu einem verheerenden Brand auf der Burg, den die Feuerwehren aus Brakel, Höxter und Holzminden löschen konnten.

## Persönlichkeiten
Wilhelm Anton von der Asseburg, 52. Fürstbischof zu Paderborn wurde auf Schloss Hinnenburg am 16. Februar 1707 geboren.

## Gemeinde
Am 1. Januar 1970 wurde die Gemeinde Hinnenburg in die Stadt Brakel eingegliedert.